# Вужекур
Вужеку́р (фр. Vougécourt) — коммуна во Франции, находится в регионе Франш-Конте. Департамент — Верхняя Сона. Входит в состав кантона Жюсе. Округ коммуны — Везуль.
Код INSEE коммуны — 70576.

## География
Коммуна расположена приблизительно в 290 км к востоку от Парижа, в 80 км севернее Безансона, в 38 км к северу от Везуля.

## Население
Население коммуны на 2010 год составляло 150 человек.
| 1962 | 1968 | 1975 | 1982 | 1990 | 1999 | 2010 |
| ---- | ---- | ---- | ---- | ---- | ---- | ---- |
| 142  | 183  | 174  | 169  | 171  | 168  | 150  |

## Экономика
В 2010 году среди 99 человек трудоспособного возраста (15—64 лет) 72 были экономически активными, 27 — неактивными (показатель активности — 72,7 %, в 1999 году было 70,5 %). Из 72 активных жителей работали 67 человек (38 мужчин и 29 женщин), безработных было 5 (1 мужчина и 4 женщины). Среди 27 неактивных 2 человека были учениками или студентами, 17 — пенсионерами, 8 были неактивными по другим причинам.

## Фотогалерея

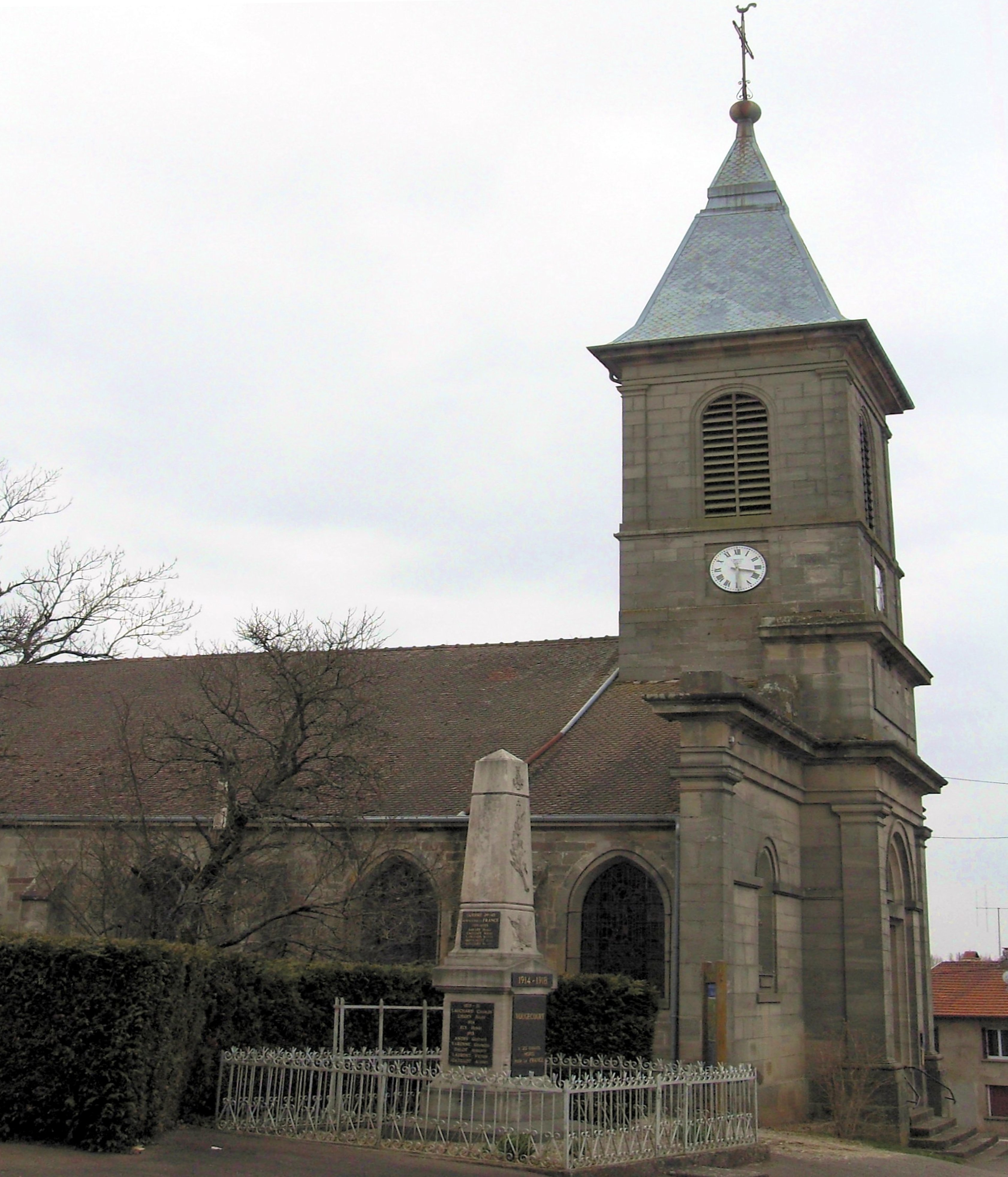
Церковь Св. Иакова
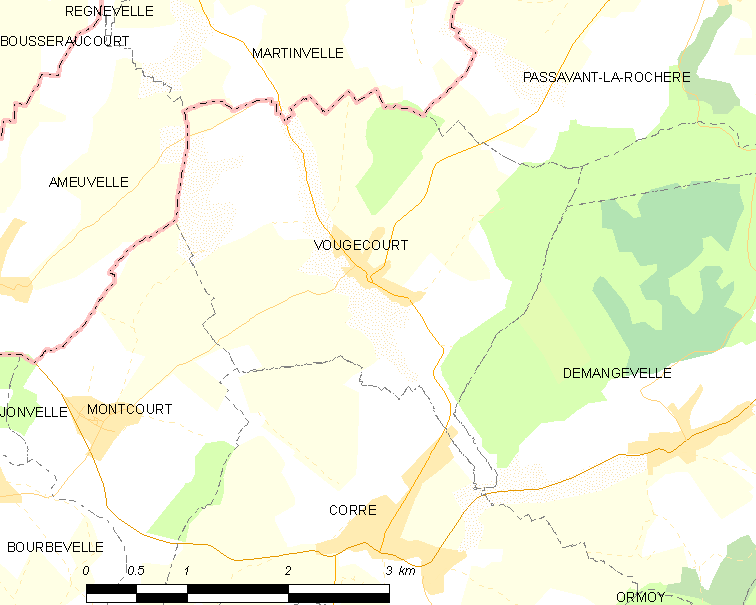
Карта коммуны